# Erman Toroğlu
Erman Toroğlu (Ankara, 1948. november 24. –) török nemzetközi labdarúgó-játékvezető.

## Pályafutása

### Labdarúgóként
Fiatal korában 1976-1977 évadban a Gençlerbirliği SK futballistája volt, majd a Güneş SK labdarúgó csapatokban játszott.

### Labdarúgó-játékvezetőként

#### Nemzeti játékvezetés
Pályafutása során hazája legfelső szintű labdarúgó-bajnokságának játékvezetője lett. Az aktív nemzeti játékvezetéstől 1994-ben vonult vissza. Első ligás mérkőzéseinek száma: 66.

#### Nemzetközi játékvezetés
A Török labdarúgó-szövetség Játékvezető Bizottsága (JB) 1989-ben terjesztette fel nemzetközi játékvezetőnek, a Nemzetközi Labdarúgó-szövetség (FIFA) bíróinak keretébe. Több nemzetek közötti válogatott és klubmérkőzést vezetett. A török nemzetközi játékvezetők rangsorában, a világbajnokság-Európa-bajnokság sorrendjében többedmagával a 19. helyet foglalja el 1 találkozó szolgálatával. Az aktív nemzetközi játékvezetéstől 1994-ben a FIFA 45 éves korhatárát elérve búcsúzott.

##### Európa-bajnokság
Az európai-labdarúgó torna döntőjéhez vezető úton Svédországba a IX., az 1992-es labdarúgó-Európa-bajnokságra az UEFA JB játékvezetőként foglalkoztatta.
| Időpont         | Helyszín                     | Mérkőzés típusa           | Mérkőzés         | Eredmény | Nézők száma |
| --------------- | ---------------------------- | ------------------------- | ---------------- | -------- | ----------- |
| 1991. június 5. | Espenmoos Stadion, St.Gallen | előselejtező (2. csoport) | Svájc–San Marino | 7 : 0    | 12 000      |